# Жигун Олександр Іванович
Олека́ндр Іва́нович Жигу́н ( 21 вересня 1951) — український хоровий диригент.
Засновник і незмінний художній керівник народної академічної хорової капели «Почайна»

## Біографія
Олександр Іванович Жигун народився 21 вересня 1951 року  в селі Слобода Буринського району Сумської області.
Випускник Київського політехнічного інституту (1974), та Інституту культури  (1993)
Від 1986 року засновник і незмінний художній керівник народної академічної хорової капели «Почайна»
1989–1994 Організатор, диригент та художній керівник Дому хорової спадщини «Почайна» при церкві Миколи Набережного (Київ)

## Премії та нагороди
- Лауреат І Міжнародного фестивалю хорової музики (Львів) (1998)
- Учасник І Міжнародного фестивалю “Music World” (Фівізано,Італія) (1998)
- Лауреат Всеукраїнського огляду народної творчості (1999), (2000)
- Міжнародна премія ім. В. Михайлика (2000)
- Кавалер  ордена Святого Володимира (2001)
- Лауреат Бахівського фестивалю (Суми) (2003)
- Лауреат ІІІ Міжнародного хорового фестивалю “Передзвін”  (Івано-Франківськ) (2004)
- Лауреат міжнародної музичної премії імені Лео Вітошинського (2004).
- Заслужений артист України (2005).
- Кавалер  ордена Святого Миколая (2006)
- Кавалер ордена «За заслуги» третього ступеня (2007).
- Народний артист України (2015).
- Кавалер ордена Архістратига Михаїла (2011)
- Лауреат фестивалю “Europe Choir Games” (Грац, Австрія) (2013)
- Лауреат Міжнародної літературно-мистецької премії імені Григорія Сковороди (2020)
- Лауреат Міжнародної премії української пісні імені Василя Симоненка (2020)
- Лауреат премії имені Василя Юхимовича (2020)
- Кавалер ордена "Слава і честь"(2016)

## Дискографія
1. Йозеф Гайдн “Маріацельська меса”, Артемій Ведель “Літургія Св. Іоана Златоуста”
2. Вольфганг Амадей Моцарт “Реквієм”
3. Луїджі Керубіні “Реквієм” Прем'єра в Україні з симфонічним оркестром
4. Луїджі Керубіні “Реквієм” (відео)
5. Артемій Ведель, Кирило Стеценко, “Літургії Св. Іоана Златоуста”
6. Сергій Рахманінов “Літургія Св. Іоана Златоуста” Прем'єра в Україні
7. Михайло Вериківський “Дума про дівку-бранку” (аудіо) Прем'єра в Україні
8. Михайло Вериківський “Дума про дівку-бранку” (відео)
9. Михайло Вериківський Вечір пам'яті композитора (аудіо)
10. Віктор Степурко “Диптих. “Літургія сповідницька”, Світова прем'єра, “Богородичні догмати” Світова прем'єра
11. Віктор Степурко “Богородичні догмати” Світова прем'єра
12. Віктор Степурко “Українські канти “Степенні антифони” (аудіо) Світова прем'єра
13. Віктор Степурко Ораторія „Києво-Могилянська академія” Світова прем'єра
14. “Шевченківські кантати”
15. “Шевченківські кантати” - Концерт з Палацу “Україна” (відео)
16. “Шевченківські кантати” - Концерт з Національного будинку органної та камерної музики” (відео)
17. Ювілейний концерт до 75-річчя від дня народження А. Караманова (аудіо)
18. Алемдар Караманов “Симфонічне Євангеліє “Звершилося” (аудіо)
19. Алемдар Караманов “Симфонічне Євангеліє “Звершилося” (відео) Світова прем'єра
20. Алемдар Караманов Світова прем'єра “Симфонічне Євангеліє” (Телевізійний фільм)
21. Алемдар Караманов „Stabat Mater” (аудіо) Прем'єра в Україні
22. Алемдар Караманов “Реквієм” (відео) Світова прем'єра
23. Алемдар Караманов „Вокальні цикли для хору a capella” (аудіо) Світова прем'єра
24. Алемдар Караманов „Вокальні цикли для хору a capella” (відео)
25. Алемдар Караманов „Реквієм” (аудіо)
26. Отар Тактакашвілі „Ораторія Ніколоз Бараташвілі” (аудіо) Прем'єра в Україні
27. Отар Тактакашвілі „Ораторія Ніколоз Бараташвілі” (відео)
28. Володимир Губа Вокально-симфонічна поема “Фрески Кавказу” (аудіо) Прем'єра в Україні
29. „Мотиви французького та українського бароко”
30. Олександр Яковчук “Тридцять третій”. Симфонія-реквієм (аудіо)
31. Олександр Яковчук “Тридцять третій”. Симфонія-реквієм (відео) Світова прем'єра
32. Ювілейний концерт до 25-річчя народної хорової капели “Почайна” (відео)
33. Богуслав Мартину «Ораторія Гільгамеш» (аудіо) Прем'єра в Україні
34. Чумацьким шляхом під орудою Олександра Жигуна (аудіо)
35. Юрій Алжнев Ораторія «Різдвяне дійство», концерт «Ні новим Крутам» (аудіо) Прем'єра в Україні
36. Дмитро Шостакович ор. 119 “Казнь Степана Разина” (аудіо)
37. 15-річчя хору “Почайна”. Оперний театр: українські композитори, перше відділення (аудіо)
38. 15-річчя хору “Почайна”. Йозеф Гайдн “Маріацельська меса”, друге відділення (аудіо)
39. Співають “Почайна”,. хор імені Л. Падалко, “Чумаки” під орудою Олександра Жигуна (аудіо)
40. 80-річчя А. Караманова (відео)
41. 80-річчя А. Караманова (аудіо)
42. Юрій Алжнев Пісенна Симфонія “За Чумацьким шляхом” (аудіо) Прем'єра в Україні
43. Юрій Алжнев Пісенна Симфонія “За Чумацьким шляхом” (відео).
44. Альбом Світись далека зірка
45. Альбом Вечірня зоря

## Творчість
реж.-постановник, хормейстер 1-го та 2-го Міжнар. свят укр. духов. музики до 375-річчя Нац. ун-ту «Києво-Могилян. академія» та до 1300-річчя Чернігова за участі 42-х хорів з 15-ти країн світу (1990–92); організатор та гол. хормейстер Хор. свят академ. та нар. хорів Києва та Київ. обл. (від 1996). Гол. напрямом діяльності Ж. є розвиток і популяризація укр. вокал.-симф. музики.
Автор понад 20 хор. програм з творів класиків світ. музики (А. Вівальді, Й. Гайдна, Л. Керубіні, В.-А. Моцарта), видат. укр. композиторів 18–20 ст. (М. Березовського, А. Веделя, М. Леонтовича, К. Стеценка, О. Кошиця, Б. Лятошинського, Л. Дичко, В. Степурка, Л. Колодуба та ін.), а також з обробок укр. нар. пісень. Для творчості характерне звернення до маловідомих великих муз. форм. Здійснив прем'єрні виконання ораторій: «Дума про дівку-бранку Марусю попівну Богуславку» та «Гайдамаки» М. Вериківського, «Літургія Сповідницька», «Богородичні догмати» та «Києво-Могилянська академія» В. Степурка, «Симфонічне Євангеліє», «Стабат Матер» та «Реквієм» А. Караманова. Вперше в Україні виконав «Літургію св. Іоана Златоуста» С. Рахманінова та «Реквієм» Л. Керубіні (з симф. оркестром).